# 8338 Ralhan
8338 Ralhan è un asteroide della fascia principale. Scoperto nel 1985, presenta un'orbita caratterizzata da un semiasse maggiore pari a 2,2580320 UA e da un'eccentricità di 0,1866742, inclinata di 7,95383° rispetto all'eclittica.
L'asteroide è dedicato allo scienziato danese Philip Ralhan Bidstrup.